# Vully-les-Lacs
Vully-les-Lacs är en  kommun  i distriktet Broye-Vully i kantonen Vaud, Schweiz. Kommunen har 3 609 invånare (2023).
Kommunen består av byarna Bellerive, Chabrey, Cotterd, Constantine, Guévaux, Montmagny, Mur, Salavaux, Vallamand och Villars-le-Grand. Den bildades 1 juli 2011 genom en sammanslagning av kommunerna Bellerive, Chabrey, Constantine, Montmagny, Mur, Vallamand och  Villars-le-Grand.